# Suthida Tidjai
Titre
Reine consort de Thaïlande
Depuis le 1er mai 2019
(6 ans, 3 mois et 3 jours)
Signature
Suthida (thaï : สุทิดา), née Suthida Tidjai (thaï : สุทิดา ติดใจ) le 3 juin 1978, est la quatrième épouse du roi de Thaïlande Rama X (Vajiralongkorn) et la reine consort de Thaïlande depuis le 1er mai 2019.

## Biographie
Suthida Tidjai est née le 3 juin 1978. Elle obtient une licence (Bachelor) en arts de la communication à l'université de l'Assomption (en) (Bangkok), en 2000. Pendant plusieurs années, elle travaille comme hôtesse de l'air pour la compagnie Thai Airways.

## Tâches officielles

### Garde du prince héritier
En août 2014, Suthida a été nommée commandante adjointe de l'unité de service de sécurité du prince Maha Vajiralongkorn. À la suite du divorce du prince héritier et de l'ex-princesse, Srirasmi Suwadee, Suthida entretient une relation amoureuse,,, avec celui-ci. 
Le 13 octobre 2017, elle est nommée dame grand-croix (première classe) de l'ordre de la Chula Chom Klao, qui lui confère le titre de Than Phu Ying (en) (thaï : ท่านผู้หญิง, « grande dame »). Suthida est la première femme à recevoir cet honneur depuis 2004, et la première depuis le début du règne de Rama X.

### Service de l'Armée royale thaïlandaise
Le 1er décembre 2016, elle est nommée commandante des forces d'opérations spéciales de la garde royale thaïlandaise, et promue au rang de général,. Elle a rapidement atteint son rang actuel après seulement six ans de services. 
Le 1er juin 2017, elle est nommée commandante par intérim du Département de l'aide royale thaïlandaise, à la suite de la réorganisation du Commandement royal de la sécurité.

### Reine consort
Dès octobre 2016, les médias internationaux parlent d'elle comme étant l'« épouse royale », bien que le palais n'ait jamais déclaré officiellement leur relation. Le 1er mai 2019, Suthida devient officiellement la reine consort du roi Vajiralongkorn, dont le couronnement se déroule à Bangkok les 4, 5 et 6 mai 2019. L'enregistrement du mariage a lieu au Amphorn Sathan Residential Hall, au domaine royal de Dusit de Bangkok, en présence de sa belle-sœur, la princesse Sirindhorn, et du président du Conseil privé, Prem Tinsulanonda.

## Titres

### Titres et prédicats honorifiques
- 13 octobre 2017 - 1er mai 2019 : Than Phu Ying Suthida Vajiralongkorn na Ayudhya
- 2019 - présent : Sa Majesté la reine.

Monogramme de la reine Suthida.

### Distinctions honorifiques
- Dame du très Illustre ordre de la maison royale de Chakri[14]
- Dame de l'ordre des neuf gemmes
- Dame grand-croix (première classe) du très illustre ordre de Chula Chom Klao[8]
- Dame grand cordon (classe spéciale) de l'ordre de l'Éléphant blanc[15]
- Dame grand cordon (classe spéciale) de l'ordre le plus noble de la couronne de Thaïlande[16]
- Médaille du monogramme royal du roi Rama IX[17]
- Médaille commémorative à l'occasion du 60e anniversaire du prince Maha Vajiralongkorn
- Médaille commémorative à l'occasion du couronnement du roi Rama X

### Rangs militaires
- 14 mai 2010 : sous-lieutenant[18]
- 14 novembre 2010 : premier-lieutenant[19]
- 1er avril 2011 : capitaine[19]
- 1er octobre 2011 : major[20]
- 1er avril 2012 : lieutenant colonel[21]
- 1er octobre 2012 : colonel[22]
- 10 novembre 2013 : major général[23]
- 26 août 2016 : lieutenant-général[24]
- 10 décembre 2016 : général